# 방정기
방정기(房正基, 1966년 11월 29일 ~ )는 대한민국의 제8대 강원도 홍천군의원이다.

## 학력
- 석화국민학교 졸업
- 홍천중학교 졸업
- 홍천고등학교 졸업
- 강원대학교 토지행정학과 졸업

### 비학위 수료
- 강원대학교 정보과학·행정대학원 부동산학 석사 졸업

## 경력
- 강원도지사 8년 비서관
- 강원도지사 4년 비서실장
- 제18대 대통령 취임준비위원회 전문위원·기획보좌관
- 교육부장관 정책보좌관 2년 고위공무원단
- 홍천고등학교 장학재단 이사
- 강원대학교 총동창회 부회장
- 한나라당 전국위원
- 민주평화통일자문회의 자문위원
- 홍천군 노인복지관 운영위원장
- 홍천군 사회복지협의회 이사
- 임업후계자
- 홍천복영농조합 대표
- 2018 자유한국당 홍천군수 경선후보
- 2020.04 ~ 2022.06 제8대 강원도 홍천군의회 의원
- 2020.04 ~ 2020.07 제8대 강원도 홍천군의회 전반기 조례심사특별위원회 위원
- 2020.07 ~ 2022.06 제8대 강원도 홍천군의회 후반기 공유재산관리계획특별위원회 위원

## 수상
- 제86181호 근정포장

## 역대 선거 결과
| 실시년도 | 선거        | 대수 | 직책   | 선거구                  | 정당       | 득표수    | 득표율          | 순위 | 당락 | 비고           |
| -------- | ----------- | ---- | ------ | ----------------------- | ---------- | --------- | --------------- | ---- | ---- | -------------- |
| 2020년   | 4·15 재보선 | 8대  | 군의원 | 강원 홍천군 (가 선거구) | 미래통합당 | 10,295 표 | \| \| 50.35% \| | 1위  |      | 초선, 민선 7기 |
|          | 50.35%      |      |        |                         |            |           |                 |      |      |                |